# Baia Flandres
La baia Flandres (in inglese Flandres Bay), centrata alle coordinate (65°02′S 63°20′W), è una larga baia situata sulla costa di Danco, nella parte occidentale della Terra di Graham, in Antartide. La baia è delimitata da capo Renard e da punta Willems.
Nella baia, o comunque nelle cale presenti sulle sue coste, si gettano diversi ghiacciai: l'Archer, il Bolton, il Daguerre, il Goodwin, il Niépce, il Sayce e il Vogel.

## Storia
La baia Flandres è stata scoperta dalla spedizione belga in Antartide del 1897-99, comandata da Adrien de Gerlache, ed è stata così battezzata dallo stesso Gerlache in onore della regione belga delle Fiandre (in francese Flandres).